# José Augusto de Sotto Mayor Pizarro
José Augusto Pereira de Sotto Mayor Pizarro (Porto, 14 de abril de 1958) é um historiador (medievalista) e professor universitário português. As suas investigações desenvolvem-se em torno da nobreza medieval portuguesa até ao século XIV e das relações político-diplomáticas entre Portugal e outros reinos hispânicos. Atualmente é docente na Faculdade de Letras da Universidade do Porto.

## Biografia
José Augusto Pereira de Sotto Mayor Pizarro nasceu a 14 de abril de 1958 no Porto, Portugal.
Mestre (1987), Doutor (1997) e Agregado (2007) em História Medieval pela Universidade do Porto, especializou-se em História da Nobreza Medieval Portuguesa.
Desde 1984 que é Professor da Faculdade de Letras da Universidade do Porto (FLUP), atualmente exercendo a função de professor catedrático, visto que é diretor de curso da Licenciatura em História. Além disso, na licenciatura é responsável pelas unidades curriculares de História Política na Época Medieval, História Medieval Peninsular e Genealogia e Heráldica. Por fim, nos cursos de pós-graduação é responsável pela unidade curricular de Fontes para o Estudo da Idade Média e pelo seminário sobre Nobreza Medieval Portuguesa.
Foi diretor da Cátedra Sánchez Albornoz de História Medieval de Espanha entre 1999 e 2003, sedeada na Faculdade de Letras do Porto ao abrigo de um protocolo de colaboração com a Universidade Autónoma de Madrid. É diretor da coleção Portugaliae Monumenta Historica, na Academia das Ciências de Lisboa, desde 2015 e do Arquivo Histórico da Academia das Ciências de Lisboa. É sócio fundador da Sociedade Portuguesa de Estudos Medievais e do Centro de Estudos da População Economia e Sociedade (Universidade do Porto). Membro da Academia das Ciências de Lisboa, do Instituto Português de Heráldica, da Confédération International de Genéalogie e da Academia Ibero-Americana de Genealogia e Heráldica. E ainda, é correspondente da Real Academia de la Historia de Madrid, da Real Academia Matritense de Heraldica y Genealogia e do Instituto Histórico e Geográfico de São Paulo.
De destacar que Pizarro considera-se um discípulo dos historiadores José Mattoso e de Luís Adão da Fonseca, pelo que as suas investigações desenvolvem-se em torno de duas linhas complementares: por um lado, a nobreza medieval portuguesa até ao século XIV e, por outro, as relações político-diplomáticas entre Portugal e os outros reinos hispânicos, âmbito particularmente sensível para o grupo nobiliárquico peninsular.

## Publicações

### Livros
- Nobres Portugueses em Leão e Castela (Século XIII), Porto, 1987 (em parceria).
- A Nobreza do Julgado de Braga nas Inquirições do Reinado de D. Dinis, Braga, 1990.
- D. Dinis e a Nobreza nos Finais do Século XIII, Porto, 1993.
- Os Patronos do Mosteiro de Grijó. Evolução e Estrutura da Família Nobre - Séculos XI a XIV, Ponte de Lima, 1995.
- Linhagens Medievais Portuguesas. Genealogias e Estratégias (1279-1325), 3 volumes, Porto, Centro de Estudos de Genealogia, Heráldica e História da Família, 1999 [trabalho galardoado com o Prix du xxéme Siécle - Edgar Brunner, atribuído pela Confédération Internationale de Généalogie et Héraldique (2000) e com o Prémio do Instituto Português de Heráldica (1999)].
- PIZARRO, José Augusto de Sottomayor - D. Dinis. 1ª ed. [Lisboa]: Temas e Debates, 2008. (Reis de Portugal). ISBN 978-972-759-966-0.
- Inquirições Gerais de D. Dinis - 1284, Lisboa, Academia das Ciências, 2007.
- Inquirições Gerais de D. Dinis – 1288/1290, 2 vols., Lisboa, Academia das Ciências, 2012-2015.
- Aristocracia e Mosteiros na Rota do Românico. A senhorialização dos vales do Sousa, do Tâmega e do Douro (séculos XI a XIII), Lousada, Rota do Românico, 2014.
- FERREIRA, Maria do Rosário, coord.; MIRANDA, José Carlos Ribeiro, coord. - Portugaliae Monumenta Historica. Nova série. Vol. 11: Livro de linhagens do deão. Pref. José Augusto de Sottomayor Pizarro; ed. Filipe Alves Moreira e João Paulo Martins Ferreira. Lisboa: Academia das Ciências de Lisboa, 2022. ISBN 978-989-53452-4-3.
- PIZARRO, José Augusto de Sottomayor, coord.; SOUSA, Ana Cristina, coord. - Bernardo Ferrão e as artes decorativas no Oriente e no Mundo : estudos de homenagem. Porto: Círculo Dr. José de Figueiredo, 2022.

### Artigos científicos
- PIZARRO, José Augusto de Sottomayor - Duas ciências auxiliares da história: a Genealogia e a Heráldica. Humanidades: revista trimestral da Associação de Estudantes da Faculdade de Letras da Universidade do Porto [Em linha]. Nº 2 (1982), p. 78-81. Disponível em <URL:https://repositorio-aberto.up.pt/handle/10216/21912>.
- DAVID, Henrique; PIZARRO, Henrique; PIZARRO, José Augusto de Sottomayor -  Nobres portugueses em Leão e Castela. História: Revista da Faculdade de Letras da Universidade do Porto [Em linha]. Nº 7 (1986-1987), p. 135-150. Disponível em <URL:https://repositorio-aberto.up.pt/handlDAVID16/13561>.
- DAVID, Henrique; PIZARRO, José Augusto de Sottomayor -  A conquista de Faro: o reavivar de uma questão. História: Revista da Faculdade de Letras da Universidade do Porto [Em linha]. Nº 9 (1989), p. 63-76. Disponível em <URL:https://repositorio-aberto.up.pt/handle/10216/13131>.
- PIZARRO, José Augusto de Sottomayor - D. Dinis e a nobreza nos finais do século XIII. História: Revista da Faculdade de Letras da Universidade do Porto [Em linha]. Nº 10 (1993), p. 91-101. Disponível em <URL:https://repositorio-aberto.up.pt/handle/10216/8547>.
- PIZARRO, José Augusto de Sottomayor - Relacões político-nobiliárquicas entre Portugal e Castela: o Tratado de Escalona (1328) ou dos 80 fidalgos. História: Revista da Faculdade de Letras da Universidade do Porto [Em linha]. Nº 15 (1998), p. 1255-1278. Disponível em <URL:https://repositorio-aberto.up.pt/handle/10216/9079>.
- PIZARRO, José Augusto de Sottomayor - As inquirições medievais portuguesas (séculos XIII-XIV): fonte para o estudo da nobreza e memória arqueológica: breves apontamentos. CIÊNCIAS E TÉCNICAS DO PATRIMÓNIO: Revista da Faculdade de Letras da Universidade do Porto [Em linha]. Nº 12 (2014), p. 275-292. Disponível em <URL:https://repositorio-aberto.up.pt/handle/10216/70905>.
- CUNHA, Cristina; PIZARRO, José Augusto de Sottomayor - Poder Régio e Cortes em Portugal (Sécs. XII-XVI). História: Revista da Faculdade de Letras da Universidade do Porto [Em linha]. Vol. 11: Nº 2 (2021), p. 3-6. Disponível em <URL:https://ojs.letras.up.pt/index.php/historia/article/view/11176>. ISSN 0871-164X.
- PIZARRO, José Augusto de Sottomayor - Organização do território e fiscalidade régia em Portugal: as origens (Sécs. XII-XIV). Edad Media: Revista de Historia [Em linha]. Nº 22 (2021), p. 55-76. Disponível em <URL:http://doi.org/10.24197/em.22.2021.55-76>. ISSN 1138-9621.
- PIZARRO, José Augusto de Sottomayor; COSTA, Paula Pinto - Fidalgos e freires-cavaleiros: vidas sem fronteiras na Hispânia medieval. Medievalista [Em linha]. Nº 31 (2022), p. 45-71. Disponível em <URL:https://doi.org/10.4000/medievalista.5087>.
- PIZARRO, José Augusto de Sottomayor - Barregãs e Bastardos: o testemunho dos nobiliários medievais portugueses (Séculos XIII e XIV). Edad Media - Revista De Historia [Em linha]. Nº 23 (2022), p. 97-124. Disponível em <URL:https://doi.org/10.24197/em.23.2022.97-124>.

### Capítulos ou partes de livros
- PIZARRO, José Augusto de Sottomayor - 1297: o Tratado de Alcanices e a instituição da fronteira com vizinhos ameaçadores. In FILHOAIS, Carlos, dir.; FRANCO, José Eduardo, dir.; PAIVA, José Pedro, dir. - História Global de Portugal. Lisboa: Temas e Debates, 2020. ISBN 978-972-42-5262-9. p. 263-268.
- PIZARRO, José Augusto de Sottomayor - Da cooperação ao conflito: poder régio versus poder senhorial em Portugal através das Inquirições gerais dos séculos XIII e XIV. In MARTÍNEZ PEÑÍN, Raquel, coord.; CAVERO DOMÍNGUEZ, Gregoria, coord. - Poder y poderes en la Edad Media. Madrid: Sociedad Española de Estudios Medievales, 2021. ISBN 978-84-17865-93-1. p. 429-460.
- PIZARRO, José Augusto de Sottomayor - 1297: The Treaty of Alcañices and establishment of a border with neighbouring threats. In FILHOAIS, Carlos, dir.; FRANCO, José Eduardo, dir.; PAIVA, José Pedro, dir. - The global history of Portugal: from prehistory to the modern world. Brighton: Sussex Academic Press, 2022. ISBN 978-1-78976-104-7. p. 148-151.
- PIZARRO, José Augusto de Sottomayor - Uma rica-dona entre Leão e Portugal: algumas notas sobre Dona Marias Pais, a Ribeirinha (C. 1185 - A. 1258). In RUFINO, Maria de Lurdes, coord. - Histórias do Minho: narrativas no feminino de uma geografia identitária. Braga: Consórcio Minho Inovação (CIM), 2020. ISBN 978-989-53369-6-8. p. 36-41.
- PIZARRO, José Augusto de Sottomayor - Rex in Reginarum: D. Dinis de Portugal entre relações de parentesco e de poder (1275-1325). In ARIAS GUILLÉN, Fernando, coord.; REGLERO DE LA FUENTE, Carlos Manuel, coord. - María de Molina: gobernar en tiempos de crisis (1264-1321). Madrid: Dykinson, 2022. ISBN 978-84-1122-318-8. p. 115-145.
- PIZARRO, José Augusto de Sottomayor - A aristocracia e a expansão do românico (séculos XI- XIII). In PÉREZ GONZÁLEZ, José María, dir. - Enciclopédia do Românico em Portugal. Aguilar de Campoo: Fundacion Santa Maria La Real, 2023. ISBN 978-84-17158-41-5. p. 25-40.
- PIZARRO, José Augusto de Sottomayor - A circulação de nobres entre Portugal e Castela: trajectórias políticas, familiares e culturais (séculos XIII-XIV). In TORO PASCUA, María Isabel, ed.; VALLÍN, Gema, ed. - Estudios de lírica gallego-portuguesa y poesía castellana: orígenes y pervivencias. Kassel: Edition Reichenberger, 2023. ISBN 978-3-967280-45-6. p. 25-63.

### Comunicações em conferências, congressos e/ou simpósios
- PIZARRO, José Augusto de Sottomayor - As ordens militares e a centralização régia portuguesa (séculos XII-XV): algumas reflexões. In VII ENCONTRO SOBRE ORDENS MILITARES, Palmela, 2019 - Ordens militares, identidade e mudança: textos selecionados do VIII Encontro sobre Ordens Militares. Palmela: Município de Palmela. Gabinete de Estudos sobre a Ordem de Santiago (GEsOS), 2021. p. 389-400?.
- PIZARRO, José Augusto de Sottomayor - A circulação de Nobres entre Portugal e Castela: trajectórias políticas, familiares e culturais (séculos XIII-XIV). In: CONGRESO INTERNACIONAL DE LÍRICA CASTELLANA MEDIEVAL, Coruña, 2021. Orígen y pervivencias: atas. Kassel: Reichenberger, 2022. p. 25-63.